# Martin Ludrovský
Martin Ludrovský (1 de septiembre de 1973) es un deportista eslovaco que compitió en tenis de mesa adaptado. Ganó dos medallas en los Juegos Paralímpicos de Verano, oro en Londres 2012 y bronce en Tokio 2020.

## Palmarés internacional
| Juegos Paralímpicos | Juegos Paralímpicos   | Juegos Paralímpicos | Juegos Paralímpicos |
| Año                 | Lugar                 | Medalla             | Prueba              |
| ------------------- | --------------------- | ------------------- | ------------------- |
| 2012                | Londres (Reino Unido) | Medalla de oro      | Equipo 1-2          |
| 2020                | Tokio (Japón)         | Medalla de bronce   | Equipo 1-2          |